# Виробництво кави в Анголі
Кава є одним з найбільш вирощуваних сільськогосподарських продуктів Анголи; на піку свого розвитку, під час правління Португалії, Ангола була третім за величиною виробником кави у світі.

## Історія
Плантація і виробництво кави значною мірою сприяли економіці північно-західної частини Анголи, включаючи провінцію Уіге. Виробництво кави в Анголі розпочато португальцями в 1830-х роках. Першу комерційну кавову плантацію в Анголі заснував бразильський фермер у 1837 році. Найпоширенішою культурою, що вирощується приблизно на 2000 ангольських плантаціях, яка належала переважно португальцям, була кава робуста. На початку 1970-х років Ангола стала третьою країною у світі за обсягом виробництва кави. Однак громадянська війна, що послідувала за правлінням Португалії, спустошила велику кількість кавових плантацій. Оскільки більшість кавових агрономів мігрували до Бразилії, рослини кави, вирощені на плантаціях, перетворилися на дикі чагарники. Відновлення плантацій триває з 2000 року, але інвестиції, необхідні для заміни 40-річних непродуктивних рослин, оцінюються в 230 мільйонів доларів США. З відкриттям нових доріг в провінції кавова промислова діяльність почала відновлюватися.

## Виробництво
Ангольський національний інститут кави (INCA) має три дослідницькі станції, головним чином відповідальні за виробництво та розповсюдження саджанців робусти, у Габелі, Кванза Сул та Уіге; однак через пошкодження під час війни лише один із них працює. Фактичне виробництво кави переважно відбувається в Уіге, Кванза-Норте, Кванза-Сул, Бенго та Кабінда. Виробництво кави арабіки, яка становить близько 5% експорту кави Анголи, відбувається в Бенгелі, Біє, Уамбо, Уіла та Мосіко. Згідно з дослідженням Міжнародної організації кави 2000 року, внесок виробництва кави в економіку Анголи є незначним. Експорт кави в 1997 році становив лише 5 мільйонів доларів, у той час як загальний експорт оцінювався в 4626 мільйонів доларів.

## Регулювання
Кавова індустрія в Анголі контролюється і регулюється Державним секретарем з питань кави через Секретаріат кави (заснований в 1988 році), який, в свою чергу, доручає INCA контролювати виробництво на місцях. Всі виробники кави повинні отримати ліцензію вартістю близько 40 доларів і довести, що у них є можливості для належного виробництва кави, включаючи наявність капіталу для обробки не менше 15 тонн (15 довгих тонн; 17 коротких тонн) кави і справний склад.